# سميفع أشوع
سُمَيفَع أشوَع اليَزَني (نحو 460م - 535م): ملك سبأ، وصل إلى الحكم في فبراير سنة 530م. وأول ظهور لاسمه في نقش مؤرخ بشهر ذي القيظ سنة 596 حـ في التقويم الحميري الموافق يونيو 486م.الحياة السياسية الطويلة لسميفع أشوع موثقة جيدًا بفضل النقوش السبئية. ولد في ستينيات القرن الخامس الميلادي تقريبًا، وفي ثمانينات القرن الخامس الميلادي أصبح أحد أمراء قبيلة ذي يزن المهمة.وفي سنة 625 حميري الموافق 515م، قاد سيمفع أشوع حملة عسكرية لليزنيين ضد الأسعاء، وهي مدينة تقع في منطقة المهرة.
شارك سميفع أشوع مع الملك ذو نواس من سنة 523م إلى سنة 530م في حروبه ضد الأحباش والقبائل الثائرة.يشير نقش سميفع أشوع في حصن غراب المؤرخ بشهر ذو الحلة سنة 640 حـ في التقويم الحميري الموافق فبراير 530م أن الأحباش فتحوا أرض حمير، وقتلوا ملك حمير - ذي نواس - وأقياله الحميريين والأرحبيين. وقد أبدیت حول سمیفع أشوع هذا آراء مختلفة نجمت عن قلة المعلومات و طریقة قراءة نص حصن غُراب و تفسیره، فاعتبره بعضهم محباً للرئاسة خائناً لأنه بدّل دینه للوصول إلی السلطة، ومال إلی الأجانب. واعتبره آخرون أمیراً وطنیاً ثار علی المحتلین الأحباش لطردهم من بلاده. ويرى العالم هوغو وينكلر مستندًا إلى هذ النقش أن ذا نواس كان هو البادئ بالحرب، وأن سميفع أشوع وأولاده أصحاب النص كانوا في معية الملك ذي نواس في حملته على الحبشة، غير أنه لم يكتب له التوفيق، وأصيب بهزيمة إذ سقط فهزم جمعه. وعندئذ غزا الحبش جنوب الجزيرة العربية واستولوا عليها. فأسرع السميفع أشوع وبنوه في الذهاب إلى "حصن غراب" للتحصن فيه ولتقوية وسائل دفاعه، ولم تكن قلوب هؤلاء مع ذي نواس، وإنما أكرهوا على الذهاب معه. وبقوا في حصنهم هذا إلى أن دخل الحبش أرض اليمن، فتفاهم السميفع معهم، وفاوضهم.
لدينا للملك "سميفع أشوع" نقش ملكي واحد، جاء في مطلعه جملة: "بروح القدس سميفع أشوع ملك سبأ، وفي آخره عبارة: "بسم الرحمن وابنه كرايست"، ومعناها "بسم الرحمن وابنه المسيح". وفي هاتين الجملتين دلالة صريحة على أن سميفع أشوع كان ملكًا على سبأ وأنه كان على دين النصارى. ويؤيد كون "السميفع أشوع" نصرانيًا، ما ذكره المؤرخ بروكوبيوس القيسراني من أن الحبشة بعد مقتل ملك حمير - ويقصد ذو نواس - عينت رجلًا نصرانيًّا من حمير اسمه سميفع أشوع ملكًا على حمير.
وفي وقت ما بين أبريل وسبتمبر 531م، يذكر المؤرخ بروكوبيوس القيسراني أن القيصر جستينيان الأول أرسل رسولًا اسمه "جوليانوس" إلى النجاشي وإلى سميفع أشوع (Esimiphaios) ليرجو منهما إعلان الحرب على الفرس وقطع العلاقات التجارية معهم؛ لأنهما والقيصر على دين واحد، فعليهما مساعدة أبناء دينهم الروم والاشتراك معهم في قضيتهم، وهي قضية عامة مشتركة، على النصارى جميعًا الدفاع عنها. وطلب من سميفع ملك حمير خاصة أن يوافق على تعيين "قيس" (ربما: أمرؤ القيس) سيدًا على قبيلة معد، وأن يجهز جيشًا كبيرًا يشترك مع قبيلة معد في غزو أرض الفرس، وكان قيس كما يقول بروكوبيوس القيسراني من أبناء سادات القبائل، وكان شجاعًا قديرًا وكفؤا جدا وحازما، قتل بعض ذوي قرابة سميفع أشوع، فانهزم إلى البادية هائمًا. وقد وعد الملك خيرًا، غير أنه لم ينجز وعده، إذ كان من الصعب عليه اجتياز أرض واسعة بعيدة وطرق طويلة تمر بصحاري وقفار لمحاربة أناس أقدر من قومه في الحرب.
بعد بضع سنوات من تولي سميفع أشوع ثار عليه أبرهة بجيوش الحبشة، وأعلن نفسه نائبا للملك الأكسومي في جنوب الجزيرة العربية مع تلقبه بلقب التبابعة الطويل، وكان ذلك بعد تخلصه من القائد الحبشي إرياط، ويشير بروكوبيوس القيسراني أن من تبقى من جنود الحبشة في أرض حمير ثأروا على سميفع أشوع وحصروه في قلعة، وعينوا مكانه عبدًا نصرانيًا اسمه أبرهة (أبراموس) كان مملوكًا في مدينة عدوليس لتاجر يوناني. فغضب النجاشي وأرسل قوة قوامها ثلاثة آلاف رجل لتأديبه وتأديب من انضم إليه. فلما وصلت قواته إلى جنوب الجزيرة العربية، التحقت بالثوار، وقتلت قائدها وهو من ذوي قرابة النجاشي، فغضب إل أصبحة عندئذ غضبًا شديدًا، وسير إليه قوة جديدة لم تتمكن من الوقوف أمام أتباع أبرهة، فانهزمت ولم يفكر النجاشي بعد هذه الهزيمة في إرسال قوة أخرى. فلما مات، صالح أبرهة خليفته على دفع جزية سنوية، على أن يعترف به نائبًا عن الملك على اليمن، فعين نائبًا عنه.